# 章涵宇
章 涵宇（しょう かんう、ツァン・ハンユー、英語: Zhang Hanyu、2002年6月20日 - ）は、中華人民共和国の男子バドミントン選手。

## 経歴
ジュニア時代は男子ダブルスでは燕宇航とペアを組んでいた。
2024年8月の宝鶏マスターズでは、混合ダブルスに鮑驪婧とのペアで出場し、決勝で同胞の朱一珺 / 李華洲を破って優勝した。